# Hotell Östergötland

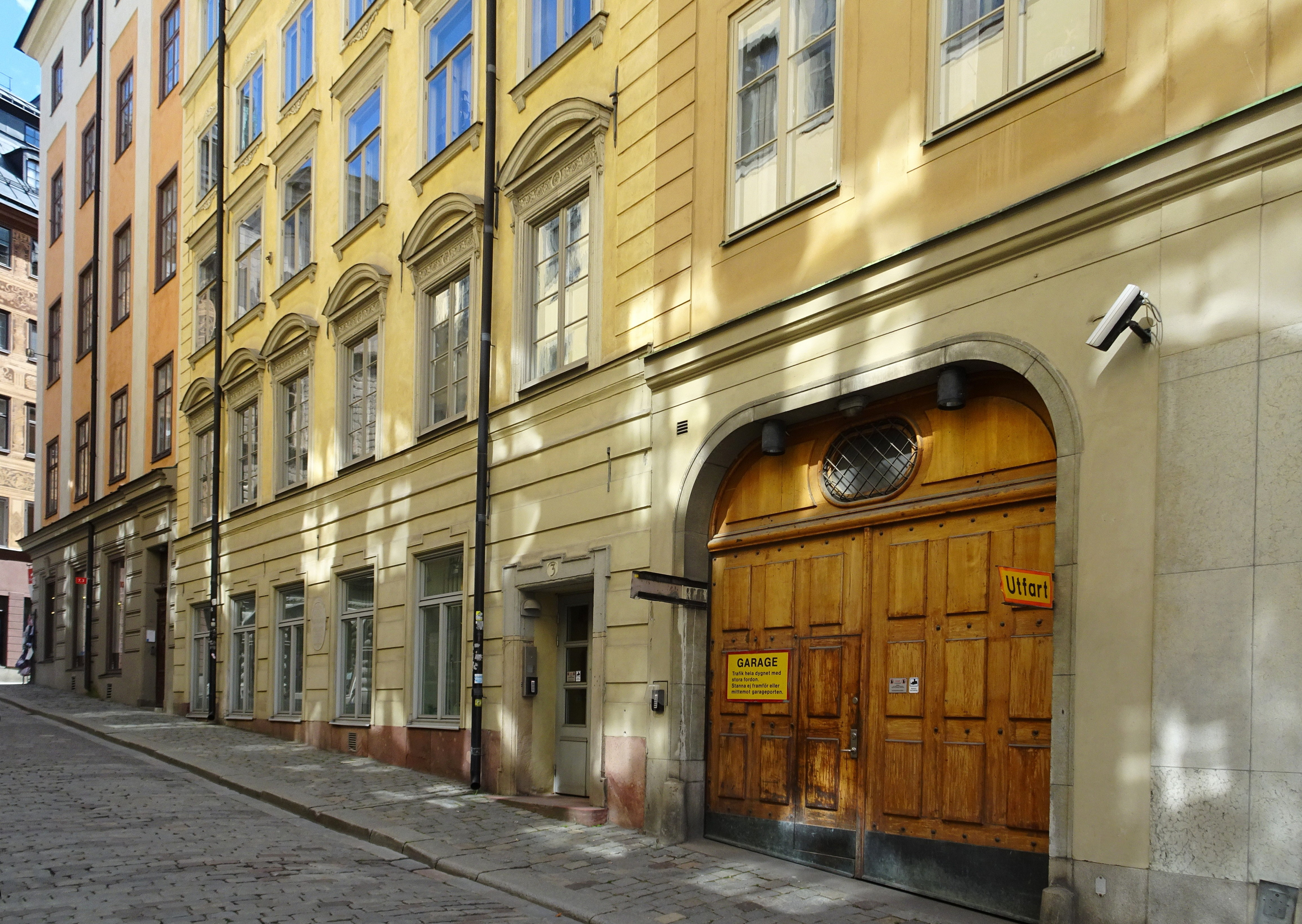
Salviigränd 1-5, juli 2020.

Hotell Östergötland, senare kallat Rosengrens källare, var ett hotell och en restaurang vid Salviigränd 1–3 i Gamla Stan, Stockholm.

## Historik
Stället grundades 1852 av vinskänken Alexander "Alex" Rosengren i ett 1600-talshus i kvarteret Cephalus. Bland hotellrestaurangens gäster räknas bland andra Palmstiernas klubb. Efter en renovering 1921 hade Publicistklubben sina lokaler här. På 1950-talet fanns Restaurang La Ronde i huset.

### Bilder

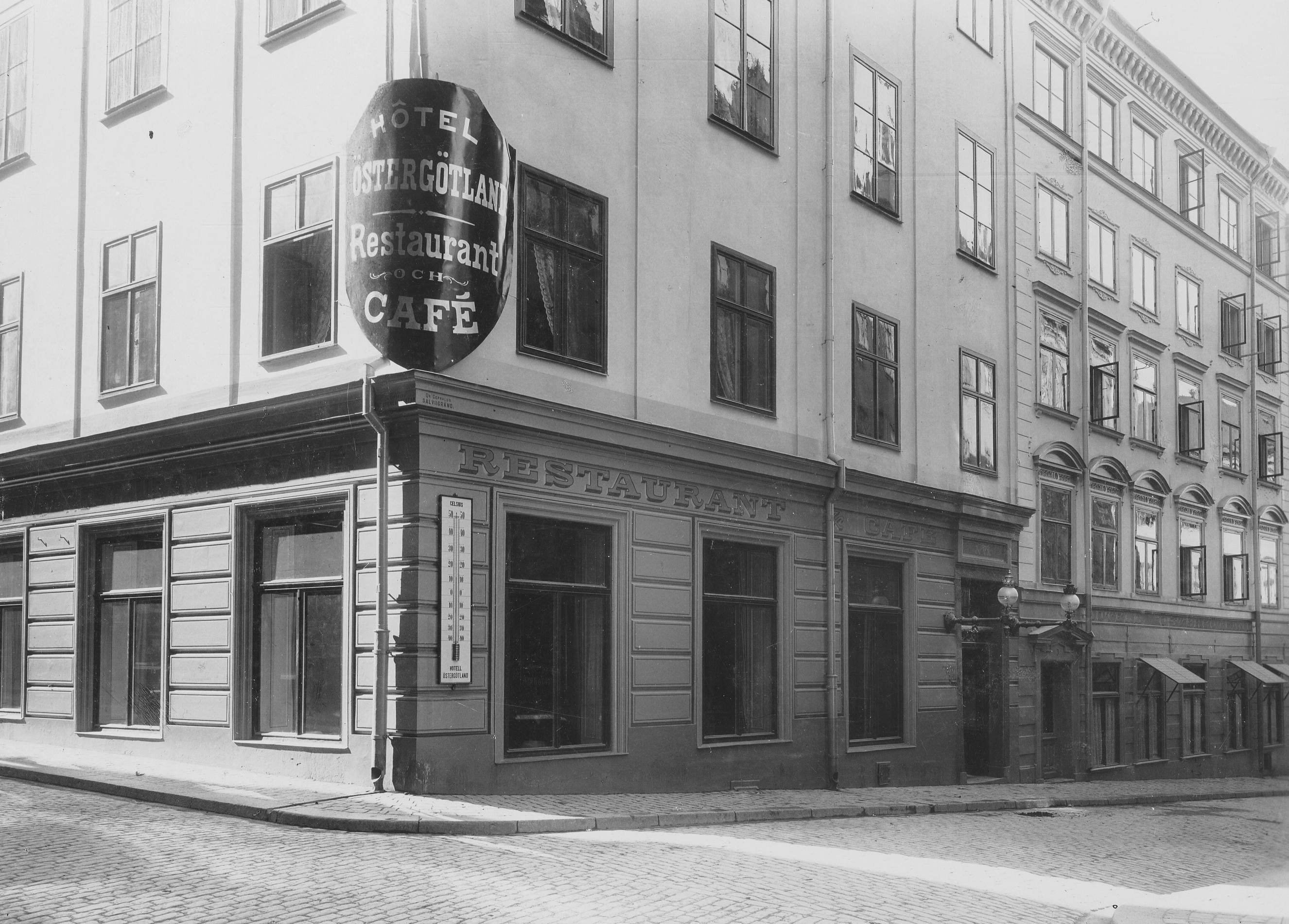
Hotell Östergötland vid Salviigränd cirka 1900..
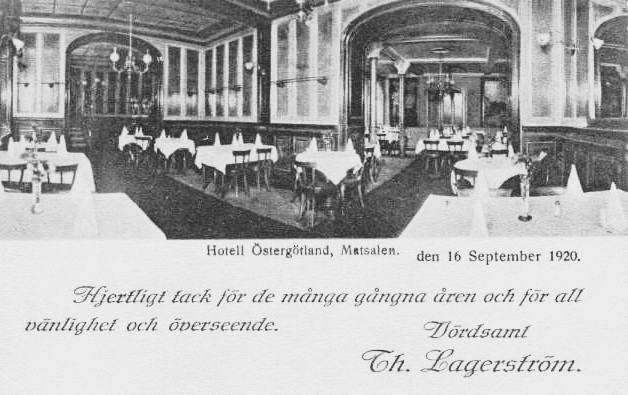
Hotellets matsal på källarmästare Lagerströms avsked, 1920.
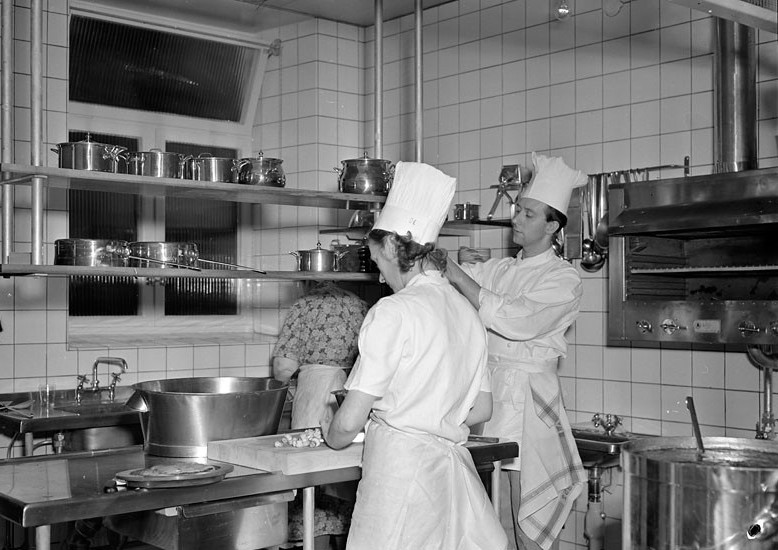
Restaurang La Rondes kök 1952.
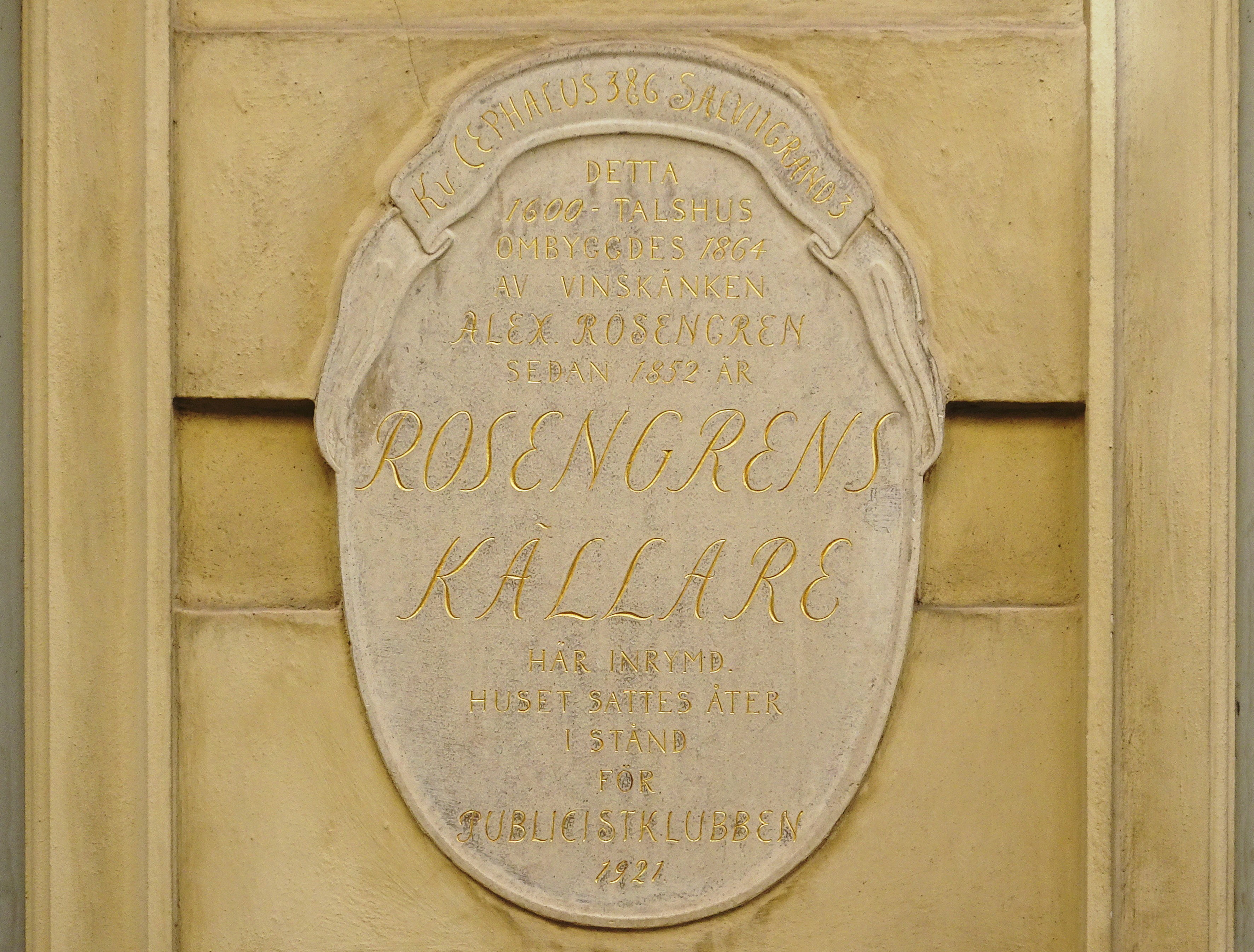
Minnestavla på Salviigränd 3.

## Masreliezrummen

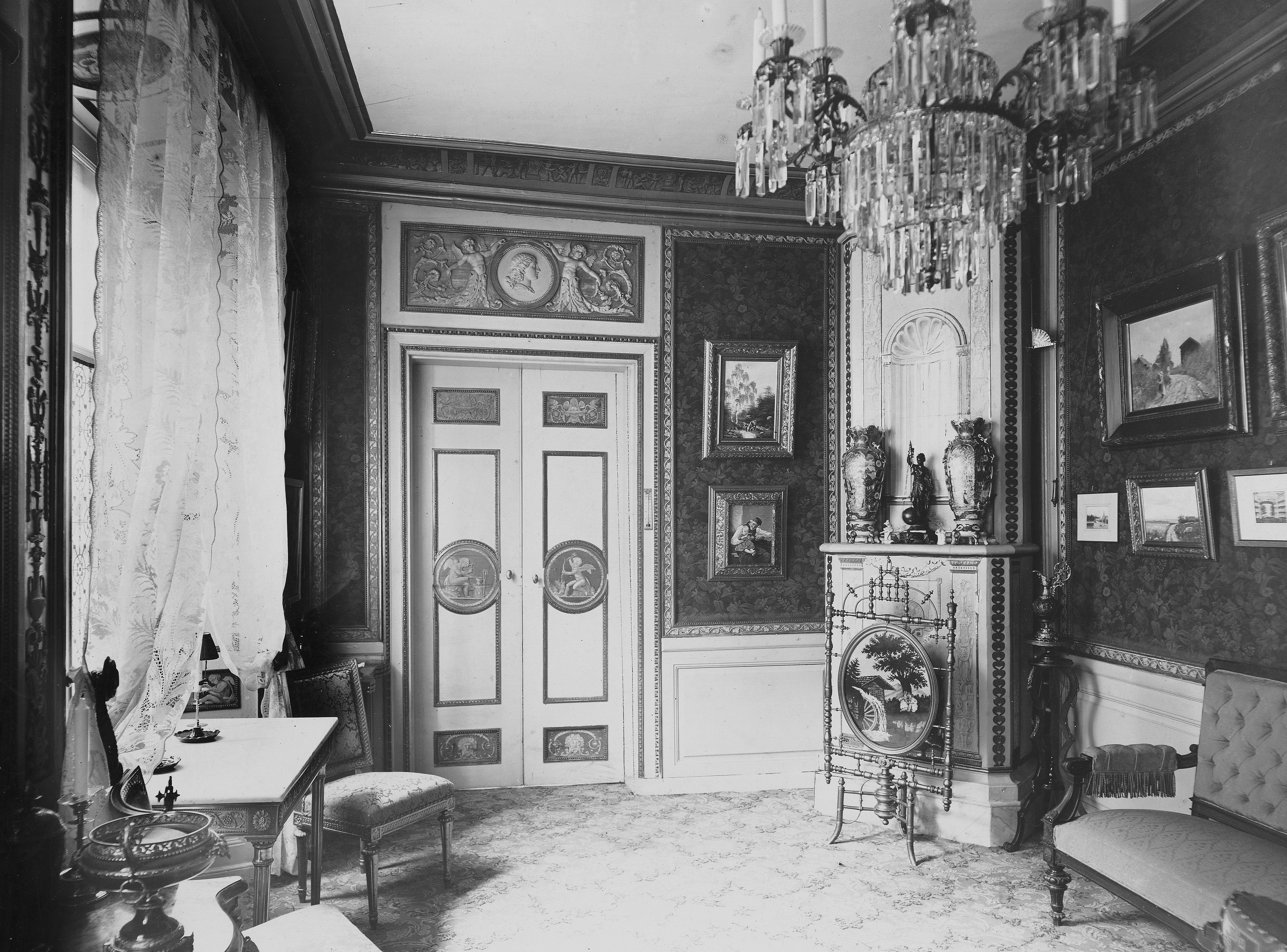
Salviigränd 3, rumsinteriör 1896.

En trappa upp i byggnaden återfinns alltjämt Masreliezrummen eller Masreliez-våningen (uttalas [márreljé]) om tre praktfulla rum. Rummen har bevarats för att visa 1700-talets gustavianska miljö i detalj. De noggrant restaurerade rummen i svit inreddes av Louis Masreliez åt den förmögne köpmannen Wilhelm Schwardz (1751-1825) år 1791. Schwardz var ungkarl som umgicks i Stockholms högre societet. Efter sin fars död 1772 ärvde han en fastighet på Salviigränd 1 och 1790 köpte han grannfastigheten på Salviigränd 3. Några år senare skapades Masreliez-rummen.